# Profecía

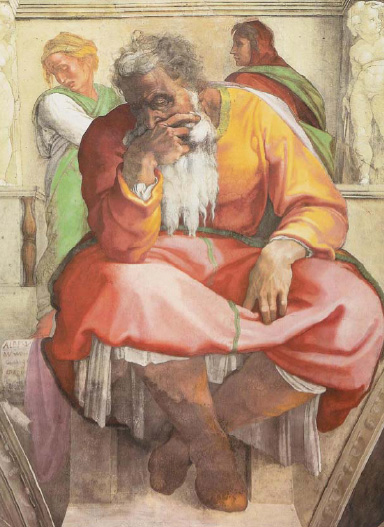
Representación del Profeta Jeremías hecha por Miguel Ángel.

Una profecía (del latín prophetīa, y este del griego προφητεία, o quizá del griego φαινος, aparición) es, en la primera acepción del Diccionario de la lengua española de la Real Academia Española, un «don sobrenatural que consiste en conocer por inspiración divina las cosas distantes o futuras».
Podría considerarse la existencia de diferencias entre los términos profecía y predicción. El Diccionario de la lengua española de la Real Academia Española no marca límites tan precisos en el sentido de la palabra predicción, al señalar que predecir significa «anunciar por revelación, ciencia o conjetura algo que ha de suceder». Por lo tanto, la predicción puede involucrar un don sobrenatural, un proceso lógico-racional, o un juicio más o menos subjetivo basado en indicios u observaciones. Por el contrario, la mayoría de las acepciones del citado diccionario referidas a la palabra profecía señalan que se trataría de un «don sobrenatural», es decir, que sería «inspirada por Dios». Así, se sitúa a las profecías mayormente en el ámbito de la fe, sin ligarlas necesariamente a un razonamiento en la previsión del resultado predicho.
En grados diversos y formas variables, las religiones de la antigüedad hicieron referencia a hombres «inspirados» que afirmaban hablar en nombre de su dios. 
En las grandes religiones monoteístas (judaísmo, cristianismo, islam), las manifestaciones extraordinarias nunca constituyen lo esencial en los profetas, que se distinguen por tener simplemente carácter de mensajeros. Las profecías eran, pues, consideradas simples indicadores del  designio divino. Hasta la fecha, más allá de las evidencias científicas que puedan o no resultar suficientes para unos u otros, muchos seguidores de estas grandes religiones afirman que, en buena medida, las profecías de sus libros sagrados se han cumplido.

## Etimología
El sustantivo inglés "prophecy", en el sentido de "función de un profeta" apareció alrededor de 1225, del francés antiguo profecie (siglo XII), y de prophetia, griego propheteia "don de interpretar la voluntad de Dios", del griego prophetes (véase profeta). El significado relacionado, cosa hablada o escrita por un profeta, data de c. 1300, mientras que el verbo "profetizar" se registra hacia 1377.

## Definiciones

La revolución de 1831. Como profetizó el sabio astrólogo General Ikey Wether-Bridge

- Maimónides sugirió que "la profecía es, en verdad y en realidad, una emanación enviada por Ser divino a través del medio del Intelecto activo, en primera instancia a la facultad racional del hombre, y luego a su facultad imaginativa".[2]
- Los puntos de vista de Maimónides se relacionan estrechamente con la definición de Al-Fârâbî, que desarrolló la teoría de la profecía en el Islam.[3]
- Gran parte de la actividad de los profetas del Antiguo Testamento implicaba advertencias condicionales en lugar de futuros inmutables.[4]  Un resumen de una fórmula profética estándar del Antiguo Testamento podría ser Arrepiéntete del pecado X y vuélvete a la justicia, de lo contrario se producirá la consecuencia Y.
- San Pablo destaca la edificación, la exhortación y el consuelo en una definición de la profecía.[5]
- La Enciclopedia Católica define una concepción cristiana de la profecía como "entendida en su sentido estricto, significa la previsión de acontecimientos futuros, aunque a veces puede aplicarse a acontecimientos pasados de los que no hay memoria, y a cosas presentes ocultas que no pueden ser conocidas por la luz natural de la razón".[6]
- Según la esoterista occidental Rosemary Guiley, la clarividencia se ha utilizado como complemento de la "adivinación, la profecía y la magia".[7]
- Desde un punto de vista escéptico, existe una máxima latina: "profecía escrita después del hecho" (vaticinium ex eventu).[8]

La Torá judía ya trata el tema del falso profeta (Deuteronomio 13:2-6, 18:20-22).

## En Israel
En la tierra de Israel, los profetas se diferenciaban por tener los siguientes rasgos:
1) Eran considerados como hombres llamados por Dios, y varios de ellos narraron con claridad su vocación, e inclusive su reticencia inicial a seguir el llamado. Por lo tanto, se los estimaba como hombres que tenían una «experiencia de Dios»: hablaban a partir de lo que vivieron ellos.
2) Eran hombres de palabra. No se dedicaban a «adivinar». Interpretaban la historia «desde la perspectiva de Dios», y así señalaban las exigencias de Dios, tanto al pueblo como a los gobernantes y sacerdotes, para llevarlos por la senda del arrepentimiento y del amor.
3) Eran profundamente religiosos: sus palabras eran en todo coherentes con sus obras.
4) Eran intercesores por el pueblo delante de Dios.
Por eso, una de las tres partes del Tanaj es llamada «Nevi'im» (profetas).
Siendo estos el carácter y la función de los profetas, no es de extrañar que la Biblia ponga a Moisés a la cabeza del linaje de los profetas, pues conoció al Señor Dios «cara a cara» (Deuteronomio 34:10). Son ejemplos de profetismo los profetas Elías y Eliseo, y los profetas «canónicos» Isaías, Jeremías, Ezequiel, Amós, Oseas, Miqueas, Sofonías, Nahúm, Habacuc, Ageo, Zacarías, Malaquías, Abdías, Joel, etc.

## En el cristianismo primitivo

### Jesús de Nazaret
Los evangelios, en particular el Evangelio de Lucas, presentan en torno a Jesús de Nazaret una «red de profetismo», personificada por Zacarías (Lucas 1:67), el anciano Simeón (Lucas 2:25-35), la profetisa Ana (Lucas 2:36-38), y por encima de todo Juan el Bautista.
Juan el Bautista es una figura de reconocida historicidad, ya que aparece en Antigüedades judías (libro XVIII, capítulo 5, 2) de Flavio Josefo: allí se señala que era un «hombre bueno» que predicaba a la gente y la bautizaba, que la gente «sentía un placer exultante al escuchar sus palabras», y que fue arrestado, enviado a prisión y ejecutado por Herodes Antipas. Por otra parte, es mostrado por los evangelios como un profeta que anunciaba la inminencia de la ira y de la salvación (Mateo 3:2-8). Jesús de Nazaret aparece remarcando la naturaleza de Juan el Bautista como profeta, y que sobre él hablaron «todos los profetas, así como la Ley, hasta Juan (el Bautista)» (Mateo 11:7-13; Lucas 16:16).
Aunque el comportamiento de Jesús de Nazaret es presentado por los evangelios como claramente distinto del de Juan el Bautista (Mateo 9:14), se señalan en Jesús muchos rasgos proféticos. Los evangelios lo muestran anunciando la destrucción del templo de Jerusalén (Mateo 24:1-2; Marcos 13:1-2; Lucas 21:5-6) y el «fin de los tiempos» (Mateo 24:3-14; Marcos 13:3-23; Lucas 21:7-24). Su actitud frente a los valores recibidos reasume la crítica de los profetas, entre ellos, la ira contra la hipocresía religiosa (Mateo 15:7-9). Él mismo aparece rechazado en su persona: «tienen tapados los oídos y han cerrado sus ojos, para no ver ni oír, para no entender» (Mateo 13:13-20); y quien lo rechaza es la misma Jerusalén que mató a los profetas anteriores a él (Mateo 23:37-40).
La comunidad cristiana primitiva reconoció que en ella se manifestaba nuevamente la inspiración profética, como señala explícitamente Pablo de Tarso: «El que profetiza habla a los hombres para edificarlos, exhortarlos y reconfortarlos(...) El que profetiza edifica a la comunidad» (1Corintios 14:3-4).

### La profecía de María
El Nuevo Testamento incluye una perícopa en la que Jesús de Nazaret señalaba que el Templo de Jerusalén sería destruido (Mateo 24, 1-2) lo que, efectivamente, sucedió en el año 70 d. C. a manos de las legiones romanas comandadas por Tito.

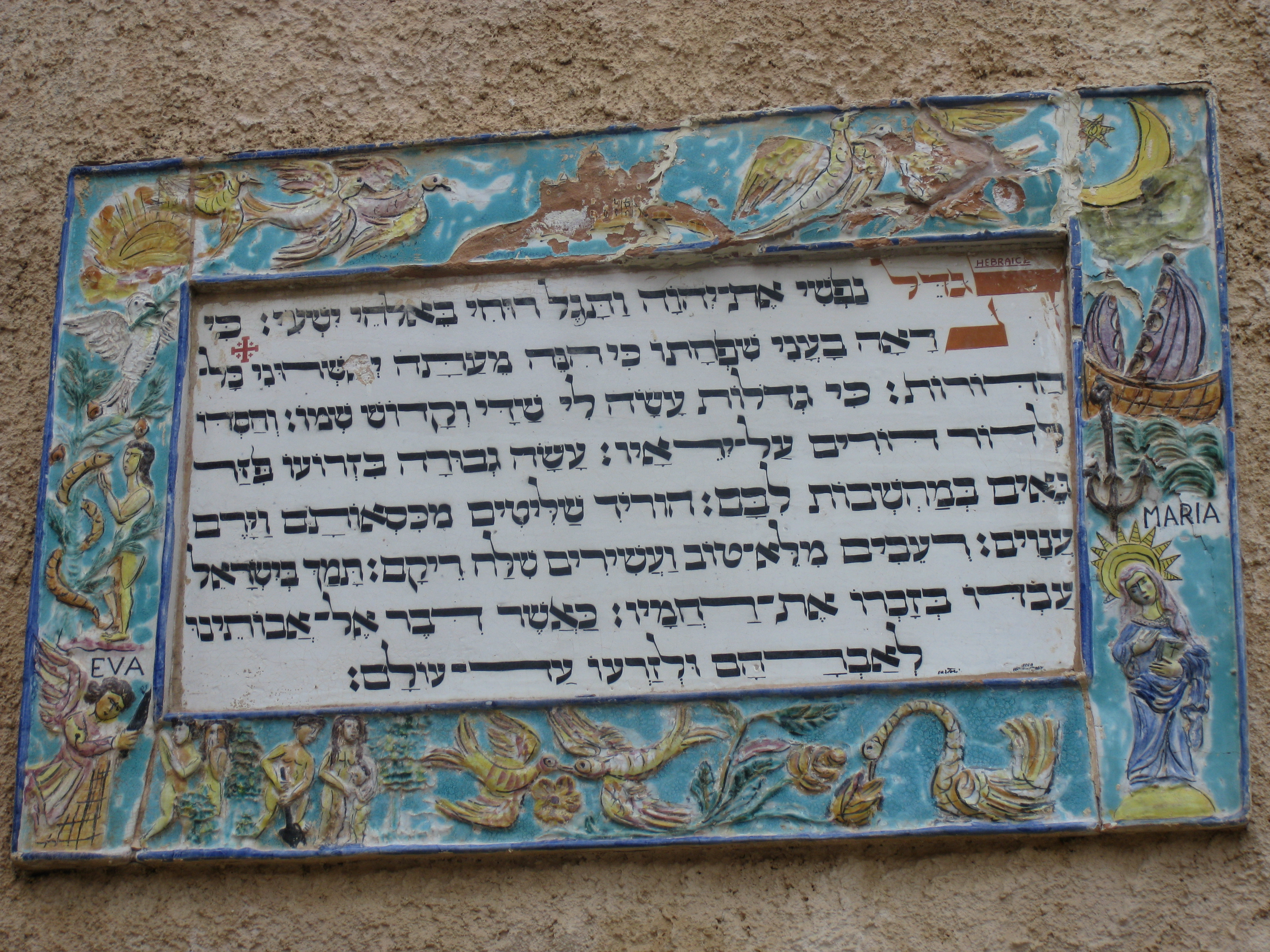
Oración del Magnificat en la Iglesia de la Visitación (Ain Karim, Israel), escrita en hebreo.

Un ejemplo que los cristianos consideran extraordinario es la llamada «profecía de María», madre de Jesús. Ain-Karim, una pequeña ciudad situada siete kilómetros al oeste de Jerusalén, en la montaña de Judea, fue escenario de este vaticinio en los albores mismos de la era cristiana. Allí vivía Isabel con su esposo Zacarías, cuando María fue a visitarla. Luego del saludo inicial, María realiza un cántico de alabanza a Dios, el Magnificat. En el momento culminante del Magnificat, María profetiza:

«Todas las generaciones me llamarán bienaventurada».
Lucas 1,48

Dice el escritor Giuseppe Ricciotti: «¿Cabría imaginar profecía más inverosímil que esta?... Una muchacha de quince años escasos, desprovista de bienes de fortuna y de toda posición social, desconocida a sus compatriotas y habitante de una aldea no menos desconocida, proclamaba confiadamente que la llamarían bienaventurada todas las generaciones. ¡Fácil parecía coger la palabra a aquella muchacha profetizante con la certeza absoluta de verla desmentir antes de la primera generación! Hoy han pasado veinte siglos y puede hacerse el cotejo entre la predicción y la realidad. Ahora puede ver la historia sin trabajo si María previó con justeza y si la humanidad hoy la exalta más que a Herodes el Grande, entonces árbitro de Palestina, y que a Cayo Julio César Octaviano Augusto, entonces árbitro del mundo.» Quizá sería aún más preciso, dadas las diferencias sociales existentes entre varones y mujeres en el siglo I, comparar la exaltación de María con la de la mujer más poderosa de su época, probablemente Livia Drusila (57 a. C. — 29 d. C.), tercera esposa de Augusto y emperatriz romana, deificada por Claudio, y preguntar quién de las dos ha sido más conocida y reverenciada a través de los tiempos.
A lo largo de la historia, los hombres han mencionado y comentado numerosas profecías, muchas de ellas oscuras y difíciles de desentrañar. Según Reginald Garrigou-Lagrange, el cumplimiento de la profecía de María, madre de Jesús, resulta evidente y constante para los cristianos después de tantos siglos, como también clara y concreta su formulación.

## Artes adivinatorias y leyendas urbanas
El término profeta se aplica stricto sensu en el ámbito de la fe y se refiere, como se señaló anteriormente, al que transmite la palabra de Dios. En un sentido más laxo, se puede considerar una profecía a un «juicio o conjetura que se forma de algo por las señales que se observan en ello» (quinta acepción del Diccionario de la lengua española de la Real Academia Española). Se trataría de una afirmación clarividente sobre el futuro, en general; a veces consideradas como un viaje no físico a través del tiempo. Este otro tipo de llamadas profecías pueden tener como marco la parasicología o las artes adivinatorias, como es el caso de las Centurias de Nostradamus. Se trata de supuestas indicaciones de hechos futuros que según los escépticos están escritas con un lenguaje ambivalente y, por tanto, podrían referirse a casi cualquier evento que se pueda hacer coincidir con el hecho profetizado. Quizá debido a la oscuridad de sus cuartetas proféticas, estas han perdurado por siglos y han sido a menudo interpretadas de forma distinta por diferentes estudiosos a lo largo de los años. Muchos libros han sido escritos basándose en estas varias interpretaciones, a pesar de que las diversas «lecturas» de su material han variado de una publicación a otra.

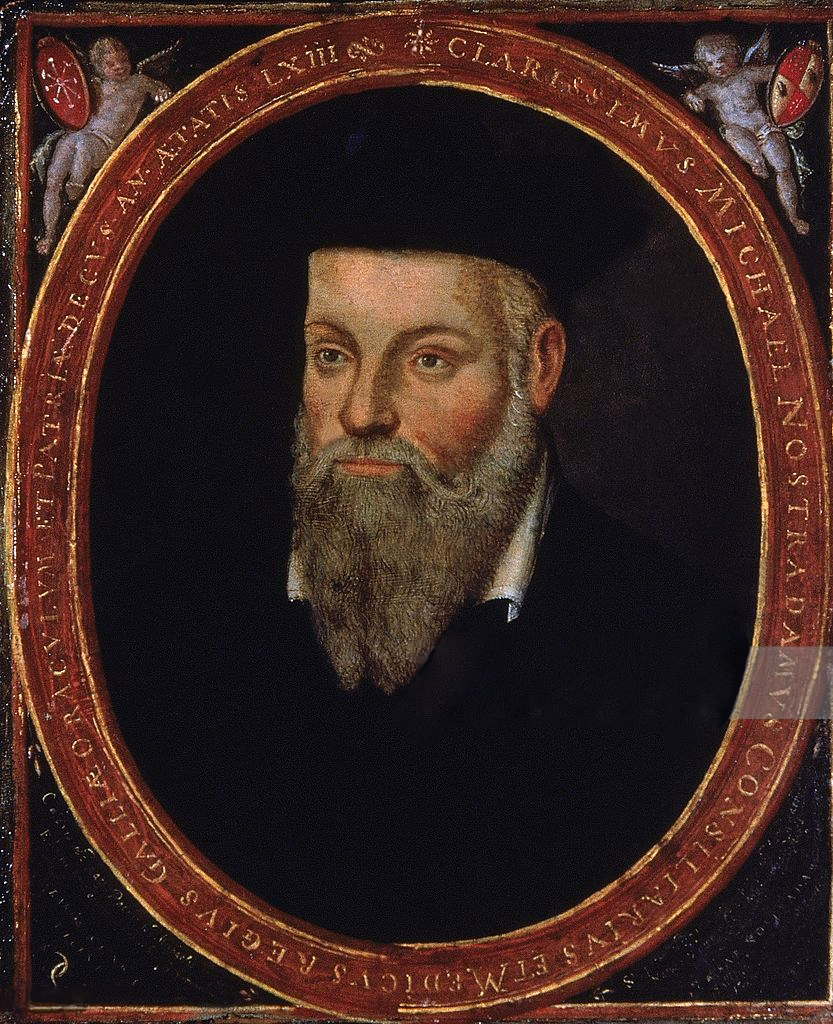
Retrato de Nostradamus.

Ejemplos de ello son algunas presuntas referencias a Napoleón Bonaparte: «Un emperador nacerá cerca de Italia/ que al Imperio será vendido bien caro/ dirán con qué gentes se une/ será considerado menos príncipe que carnicero». En otra, puede leerse: «De simple soldado llegará a imperio/ de la ropa corta llegará a la larga/ valiente en armas, lo peor con la Iglesia/ vejará a los sacerdotes como el agua empapa la esponja». También las presuntas referencias a Adolf Hitler: «De lo más profundo del Occidente de Europa/ de gentes pobres un niño nacerá/ con su lengua seducirá a la muchedumbre/ su fama crecerá más en el reino de Oriente». Es la supuesta profecía que vaticina su nacimiento. Durante la Segunda Guerra Mundial alcanzó difusión la teoría de que la palabra «Hister» mencionada en otra cuarteta –II, 24– sea una aproximación fonética al nombre del dictador, a pesar de que también se trate del nombre latinizado del río Danubio.
En todos los casos, existirían diferencias en el nivel de claridad y precisión respecto de una profecía bíblica en el sentido estricto de la palabra, como fue la de María.
Lo mismo sucede con ciertas profecías tradicionales en las grandes religiones monoteístas, cuando son interpretadas fuera de contexto, como la «profecía de los papas» de san Malaquías, o las profecías apocalípticas, que tienen como tema principal el fin del mundo o Armagedón.
Algunas supuestas profecías son consideradas por algunos grupos solo como leyendas urbanas, como por ejemplo la leyenda correspondiente a los eventos del 11 de septiembre de 2001 que se hizo popular y circuló masivamente en la Internet luego de producido el ataque a las Torres Gemelas; mientras otros no están de acuerdo, y consideran que existirían antecedentes, tales como una cuarteta de las profecías de Nostradamus.

## Cristianismo contemporáneo
El cristianismo en nuestros días ha reivindicado la profecía, en denominaciones como la Iglesia Adventista del Séptimo Día con su profeta Ellen G. White, en las iglesias pentecostales con la profecía desde el púlpito, y la Iglesia de Dios Ministerial de Jesucristo Internacional con la profecía individual.